# Gaston van Foix-Viana
Gaston van Foix-Viana, ook Gaston V van Foix genoemd (circa 1444 - Libourne, 23 november 1470), was van 1462 tot aan zijn dood burggraaf van Castelbon en van 1464 tot aan zijn dood prins van Viana. Hij behoorde tot het huis Foix.

## Levensloop
Gaston was de oudste zoon van Gaston IV van Foix, graaf van Foix en Bigorre en burggraaf van Béarn, uit diens huwelijk met koningin Eleonora I van Navarra. In 1464 kreeg Gaston als erfopvolger van het koninkrijk Navarra de titel prins van Viana. In 1462 droeg zijn vader hem eveneens het burggraafschap Castelbon over.
Op 7 mei 1461 huwde hij in Lescar met Magdalena van Valois (1443-1495), dochter van koning Karel VII van Frankrijk. Ze kregen twee kinderen, een zoon en een dochter:
- Frans I Phoebus (1466-1483), graaf van Foix en Bigorre, burggraaf van Béarn en koning van Navarra
- Catharina (1470-1517), gravin van Foix en Bigorre, burggravin van Béarn en koningin van Navarra

In november 1470 kwam Gaston om het leven toen hij deelnam aan een riddertoernooi in Libourne. Aangezien hij voor zijn ouders stierf, zou hij nooit graaf van Foix en koning van Navarra worden. Desondanks wordt hij door verschillende historici aangeduid als Gaston V van Foix. Gaston werd bijgezet in de Kathedraal van Pamplona.

## Voorouders
| Overgrootouders                   | Archimbald van Grailly (-) ∞ Isabella van Foix-Castelbon (1361-1328)     | Archimbald van Grailly (-) ∞ Isabella van Foix-Castelbon (1361-1328)     | Karel I van Albret (-1415) ∞ Marie de Sully (-)                          | Karel I van Albret (-1415) ∞ Marie de Sully (-)                          | Ferdinand I van Aragon (1380-1416) ∞ 1393 Eleonora Urraca van Castilië (1374-14255) | Ferdinand I van Aragon (1380-1416) ∞ 1393 Eleonora Urraca van Castilië (1374-14255) | Karel III van Navarra (1361-1425) ∞ Eleonora van Castilië (1362-1416)    | Karel III van Navarra (1361-1425) ∞ Eleonora van Castilië (1362-1416)    | Karel III van Navarra (1361-1425) ∞ Eleonora van Castilië (1362-1416) | Karel III van Navarra (1361-1425) ∞ Eleonora van Castilië (1362-1416) |
| Grootouders                       | Jan I van Foix-Grailly (1382-1436) ∞ Johanna van Albret (1403-1433)      | Jan I van Foix-Grailly (1382-1436) ∞ Johanna van Albret (1403-1433)      | Jan I van Foix-Grailly (1382-1436) ∞ Johanna van Albret (1403-1433)      | Jan I van Foix-Grailly (1382-1436) ∞ Johanna van Albret (1403-1433)      | Johan II van Aragón (1397-1479) ∞ 1393 Blanca I van Navarra (1387-1441)             | Johan II van Aragón (1397-1479) ∞ 1393 Blanca I van Navarra (1387-1441)             | Johan II van Aragón (1397-1479) ∞ 1393 Blanca I van Navarra (1387-1441)  | Johan II van Aragón (1397-1479) ∞ 1393 Blanca I van Navarra (1387-1441)  |                                                                       |                                                                       |
| Ouders                            | Gaston IV van Foix (1423-1472) ∞ 1393 Eleonora I van Navarra (1426-1479) | Gaston IV van Foix (1423-1472) ∞ 1393 Eleonora I van Navarra (1426-1479) | Gaston IV van Foix (1423-1472) ∞ 1393 Eleonora I van Navarra (1426-1479) | Gaston IV van Foix (1423-1472) ∞ 1393 Eleonora I van Navarra (1426-1479) | Gaston IV van Foix (1423-1472) ∞ 1393 Eleonora I van Navarra (1426-1479)            | Gaston IV van Foix (1423-1472) ∞ 1393 Eleonora I van Navarra (1426-1479)            | Gaston IV van Foix (1423-1472) ∞ 1393 Eleonora I van Navarra (1426-1479) | Gaston IV van Foix (1423-1472) ∞ 1393 Eleonora I van Navarra (1426-1479) |                                                                       |                                                                       |
| Gaston van Foix-Viana (1444-1470) |                                                                          |                                                                          |                                                                          |                                                                          |                                                                                     |                                                                                     |                                                                          |                                                                          |                                                                       |                                                                       |